# Adam Karol Czartoryski
Adam Karol vorst Czartoryski (Sevilla, 2 januari 1940) is de stichter van de Princes Czartoryski Foundation.

## Biografie
Czartoryski is lid van de vorstelijke familie Czartoryski en een zoon van ordinaat van Sieniawa August vorst Czartoryski (1907-1946) en Maria de los Dolores van Bourbon-Sicilië (1909-1996). Hij trouwde in 1977 met mannequin Nora Picciotto (1942) met wie hij een dochter Tamara (1978) kreeg; het huwelijk eindigde 1986 in een scheiding. Picciotto hertrouwde met de Nederlander Carel Johannes Steven baron Bentinck van Schoonheeten (1957), zoon van de ambassadeur mr. Adolph Willem Carel baron Bentinck van Schoonheeten (1905-1970) en Gabrielle baronesse Thyssen-Bornemisza (1915), dochter van industrieel en kunstverzamelaar Heinrich Thyssen (1875-1947).
In 1991 besliste het Poolse Hooggerechtshof dat de kunstverzameling zoals die in 1878 was ondergebracht in het Czartoryski Museum te Krakau door zijn overgrootvader vorst Władysław Czartoryski (1828-1894) moest worden teruggegeven aan de rechtmatige eigenaar, Adam Karol Czartoryski. Deze stichtte daarop de Princes Czartoryski Foundation die de collectie beheert.